# 요나구니정
요나구니정(일본어: 与那国町)은 일본 오키나와현 야에야마군의 정이다. 요나구니섬 전부로 이루어진 일본 최서단이자 최남단의 시정촌이며 돛새치 낚시와 다이빙 장소로 알려져 있다. 특히 최근 섬의 남쪽 해저에서 인공 구조물과 같이 보이는 거석군이 발견되어 해저 유적일 가능성이 있다고 하여 주목을 끌고 있다. 그래서 요나구니 구조물이라고 한다.

## 지리

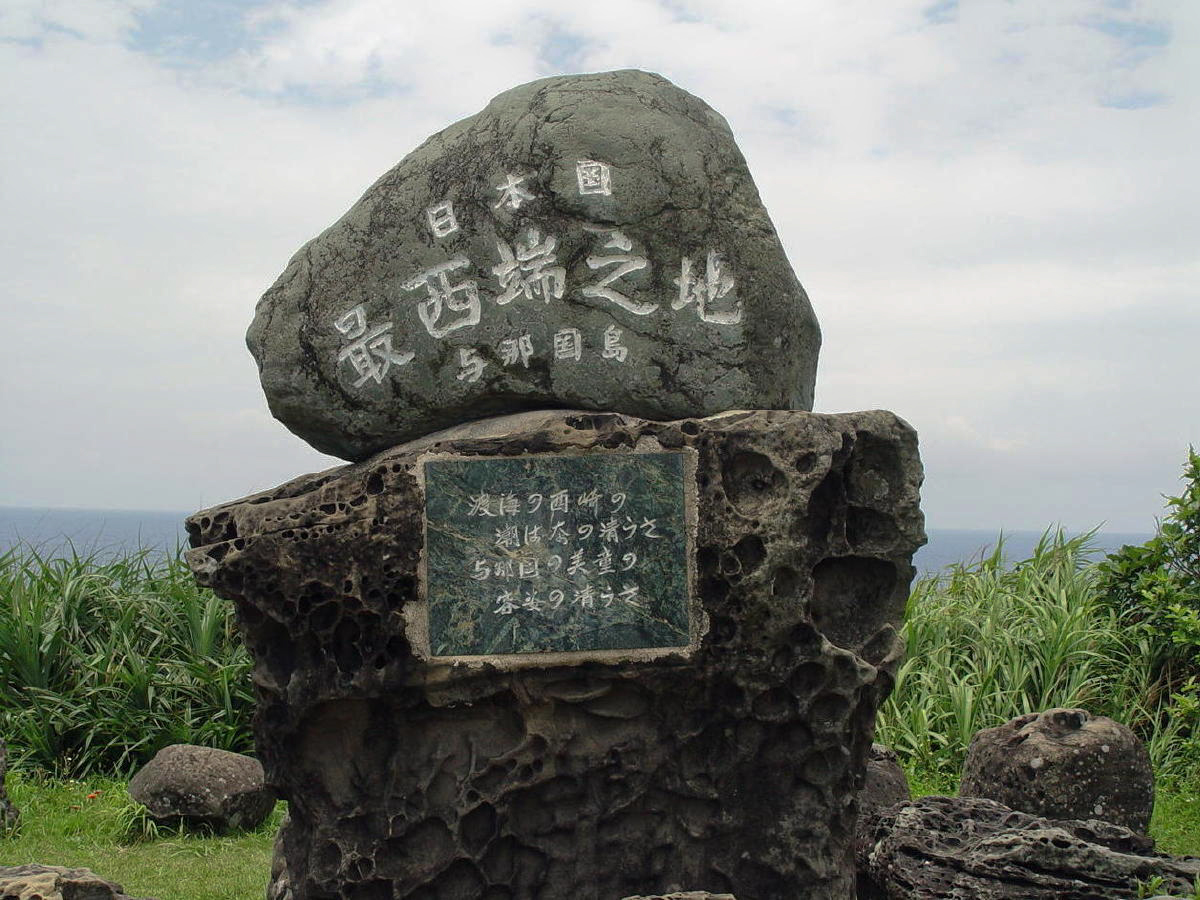
일본 최서단의 땅 비석

일본 최서단의 이시가키섬과 대만의 중간점에 있다. 섬 서단의 이리자키에는 "일본 최서단의 땅" 비석이 있다. 중화민국의 화롄시와의 거리는 111km로 이시가키섬과의 거리 118km보다 가깝다. 맑은 날에는 대만을 쉽게 바라볼 수 있는 지리적 이점을 가지고 있다.

## 역사
류큐 왕국 시대부터 타이완과의 교역 거점으로 번창했고 제2차 세계 대전으로 류큐 열도 미국 민정부의 지배하가 된 직후에는 밀무역의 거점으로 인구가 급증하였다.
- 1522년 - 류큐군의 침공을 받아 이후 류큐 왕국령이 되었다.
- 1872년 - 류큐 왕국이 폐지되고 대신에 류큐번이 설치되었다.
- 1879년 - 류큐번이 폐지되어 오키나와현이 되었다.
- 1908년 - 도서정촌제에 의해 야에야마촌에 속하게 되었다.
- 1914년 - 야에야마촌이 분촌해 요나구니촌이 성립하였다.
- 1948년 - 정으로 승격해 요나구니정이 되었다.

## 교통

### 공항
- 요나구니 공항

### 항만
- 구부라항
- 소나이항

### 도로
- 오키나와현도 제216호선
- 오키나와현도 제217호선

### 노선 버스
노선버스는 지역 관광버스 업체에서 노선 버스(공영버스 등)를 위탁, 수탁 운영하고 있는 것으로 보인다.

## 인구
| 연도                                                                                 | 인구  | ±%     |
| ------------------------------------------------------------------------------------ | ----- | ------ |
| 1980                                                                                 | 2,119 | —      |
| 1985                                                                                 | 2,054 | −3.1%  |
| 1990                                                                                 | 1,833 | −10.8% |
| 1995                                                                                 | 1,801 | −1.7%  |
| 2000                                                                                 | 1,852 | +2.8%  |
| 2005                                                                                 | 1,796 | −3.0%  |
| 2005 Census, Ministry of Internal Affairs and Communications - Statistics Department |       |        |

## 기후
| 요나구니정의 기후                                            | 요나구니정의 기후 | 요나구니정의 기후 | 요나구니정의 기후 | 요나구니정의 기후 | 요나구니정의 기후 | 요나구니정의 기후 | 요나구니정의 기후 | 요나구니정의 기후 | 요나구니정의 기후 | 요나구니정의 기후 | 요나구니정의 기후 | 요나구니정의 기후 | 요나구니정의 기후 |
| 월                                                           | 1월               | 2월               | 3월               | 4월               | 5월               | 6월               | 7월               | 8월               | 9월               | 10월              | 11월              | 12월              | 연간              |
| ------------------------------------------------------------ | ----------------- | ----------------- | ----------------- | ----------------- | ----------------- | ----------------- | ----------------- | ----------------- | ----------------- | ----------------- | ----------------- | ----------------- | ----------------- |
| 역대 최고 기온 °C (°F)                                       | 27.5 (81.5)       | 27.7 (81.9)       | 29.0 (84.2)       | 30.4 (86.7)       | 33.1 (91.6)       | 34.2 (93.6)       | 35.5 (95.9)       | 34.6 (94.3)       | 34.4 (93.9)       | 33.9 (93.0)       | 30.2 (86.4)       | 28.0 (82.4)       | 35.5 (95.9)       |
| 일평균 최고 기온 °C (°F)                                     | 20.7 (69.3)       | 21.3 (70.3)       | 23.0 (73.4)       | 25.5 (77.9)       | 28.0 (82.4)       | 30.3 (86.5)       | 31.7 (89.1)       | 31.4 (88.5)       | 30.0 (86.0)       | 27.8 (82.0)       | 25.3 (77.5)       | 22.2 (72.0)       | 26.4 (79.6)       |
| 일일 평균 기온 °C (°F)                                       | 18.5 (65.3)       | 19.0 (66.2)       | 20.5 (68.9)       | 23.0 (73.4)       | 25.4 (77.7)       | 27.9 (82.2)       | 28.9 (84.0)       | 28.7 (83.7)       | 27.5 (81.5)       | 25.4 (77.7)       | 23.1 (73.6)       | 20.1 (68.2)       | 24.0 (75.2)       |
| 일평균 최저 기온 °C (°F)                                     | 16.6 (61.9)       | 17.0 (62.6)       | 18.3 (64.9)       | 20.9 (69.6)       | 23.4 (74.1)       | 26.0 (78.8)       | 26.8 (80.2)       | 26.4 (79.5)       | 25.3 (77.5)       | 23.6 (74.5)       | 21.3 (70.3)       | 18.2 (64.8)       | 22.0 (71.6)       |
| 역대 최저 기온 °C (°F)                                       | 7.7 (45.9)        | 8.4 (47.1)        | 9.0 (48.2)        | 12.1 (53.8)       | 15.0 (59.0)       | 17.6 (63.7)       | 21.9 (71.4)       | 21.7 (71.1)       | 18.2 (64.8)       | 16.2 (61.2)       | 11.4 (52.5)       | 9.1 (48.4)        | 7.7 (45.9)        |
| 평균 강수량 mm (인치)                                        | 187.2 (7.37)      | 163.6 (6.44)      | 163.7 (6.44)      | 153.0 (6.02)      | 207.3 (8.16)      | 162.3 (6.39)      | 125.3 (4.93)      | 213.0 (8.39)      | 285.7 (11.25)     | 238.5 (9.39)      | 222.6 (8.76)      | 200.8 (7.91)      | 2,323 (91.45)     |
| 평균 강우일수                                                | 15.8              | 13.6              | 13.4              | 11.1              | 11.3              | 9.3               | 8.4               | 10.4              | 11.7              | 10.8              | 13.6              | 15.7              | 145.1             |
| 평균 상대 습도 (%)                                           | 75                | 76                | 77                | 79                | 81                | 83                | 80                | 81                | 79                | 75                | 76                | 74                | 78                |
| 평균 월간 일조시간                                           | 52.8              | 60.3              | 88.1              | 104.7             | 142.3             | 182.3             | 257.9             | 227.4             | 180.9             | 132.2             | 86.0              | 59.0              | 1,573.9           |
| 출처: 일본 기상청 (평년값: 1991년~2020년, 극값: 1956년~현재) |                   |                   |                   |                   |                   |                   |                   |                   |                   |                   |                   |                   |                   |

## 자매 도시
- 대만 화롄시